# 古川貴裕
古川 貴裕（ふるかわ たかひろ、1975年1月4日 - ）は、沖縄テレビ放送 (OTV) の社員で元アナウンサー。
佐賀県で出生後、東京都品川区、佐賀県佐賀市、神奈川県川崎市で育つ。本人は川崎市を出身地としている。川崎市立有馬中学校、法政大学第二高等学校、法政大学社会学部社会学科を卒業後、1997年4月に沖縄テレビに入社。

## 担当番組
- OTVスーパーニュース[3]
- スポーツ中継 - 実況担当[3]。系列外の沖縄テレビが沖縄県での放送を受け持つ全国高等学校サッカー選手権大会中継（日本テレビ製作）においても実況やリポーターを担当。
- 灼熱音楽サロン DEEP BEAT - ナレーター[3]
- FNNスピーク[4]
- FNN OTVニュース[5]